# Hip-house
La hip-house (ou rap house) est un sous-genre musical qui mêle des éléments de house music et de hip-hop. Originaire de Chicago, elle accède à la notoriété à la fin des années 1980 jusqu'au milieu des années 1990.

## Histoire

### Prémices et origines
Au début des années 1980, les discothèques de Chicago voient apparaître un nouveau genre musical baptisé la house. Ce genre aura un succès rapide et exponentiel qui sera notamment expliqué par le fait que de nombreux fêtards de Chicago ont eu tendance à préférer les clubs de house aux clubs de hip-hop, ces derniers étant davantage fréquentés par des gangs à Chicago, source d'insécurité pour ces derniers. En conséquence, les clubs diffusant majoritairement de la house music ont obtenu une réputation plus pacifique qui leur permettra d'acquérir une popularité certaine. Dans ces clubs house de chicagoans, certains DJ vont mélanger des morceaux de hip-hop et de house en direct, un signe avant coureur du style hip‑house. Certains titres de house — comme Music is the Key de J. M Silk en 1985 — présentent des passages rappés et présagent ainsi la naissance de la hip‑house, qui fera aussi son apparition à Chicago,. La date d'apparition de la hip-house est incertaine ; elle est tantôt estimée à 1986, tantôt à 1988, tantôt à 1989.
En Europe, les premiers exemples précurseurs de morceaux hip‑house apparaîtront dès 1987, avec le titre Rok da House de The Beastmasters and the Cookie Crew, qui sera notamment utilisé comme générique de l'émission Ciel, mon mardi ! de TF1. Le genre rencontre d'abord le succès dans les discothèques de Chicago, new-yorkaises et européennes. Le DJ Todd Terry sortira en décembre 1987 Party People, un prototype de hip-house qui échantillonne une partie vocale de Planet Rock d'Afrika Bambaataa.
Fast Eddie est le premier artiste à utiliser le terme hip-house dans un morceau, sur son disque sorti en 1988 Hip-House. Ce dernier expliquera dans un documentaire qu'en tant que fan de Public Enemy et Eric B. and Rakim, il voulait rapper comme eux, mais que le label de Chicago dont il était proche ne voulait publier que des morceaux house. Il leur a donc proposé de rapper sur de la house. C'est dans ce cadre que le morceau Turn Up the Bass du rappeur chicagoan Tyree Cooper, sorti en 1988, deviendra l'un des premiers grands succès du courant hip-house, beaucoup joué dans les boîtes de nuits américaines comme européenne ; Turn Up the Bass finira par atteindre la 12e position des Singles Charts (OCC) au Royaume-Uni,,
En 1988, le groupe new-yorkais Jungle Brothers publie I'll House You, morceau produit par Todd Terry à partir d'un sample du morceau Can You Party de Royal House. Avec ce morceau d'un nouveau genre, les Jungle Brothers espéraient toucher le public des clubs new-yorkais, où la house music était omniprésence. Puis, à la fin des années 1980 et au cours des années 1990, de nombreux titres de hip-hop, tels que Luck of Lucien du groupe A Tribe Called Quest, sont remixés pour pouvoir passer en discothèque. D'autres artistes new-yorkais vont suivre l'exemple des Jungle Brothers, comme Queen Latifah avec son morceau Come Into My House paru en 1989. Mister Cee, producteur de Big Daddy Kane, explique dans une interview qu'à l'époque, les producteurs avaient souvent un accord avec les artistes qu'ils accompagnent qui leur permettait d'avoir une liberté créatrice totale sur un morceau de l'album produit. Dans l'album paru en 1989 It's a Big Daddy Thing de Big Daddy Kane, on peut entendre un morceau hip-house réalisé par Mister Cee : The House that Cee Build,.
Après sa naissance à Chicago suivie de son adoption par la scène des discothèques new-yorkaise, on peut trouver des exemples de morceaux hip‑house produit à cette époque dans le reste des États-Unis. À Washington DC, le présentateur radio Doug Lazy produira un album complet de hip‑house, porté par le single Let it Roll. Sur la côte-ouest des États-Unis, quelques titres sont remixées en version hip‑house pour être joués en boîte de nuit, comme The Portrait of a Master Piece de The D.O.C

### Succès commercial
Au tournant des années 1990, la hip-house va toucher un public beaucoup plus large avec le succès planétaire du groupe C+C Music Factory, et leur morceau Gonna Make You Sweat (Everybody Dance Now). De plus en plus de productions hip-house émergent dans le reste du monde au Royaume‑Uni, en Belgique ou aux Pays-Bas.
Dans cette expansion mondiale de la hip-house, l'Allemagne de l'Ouest aura une place particulière. En effet, à partir 1945, le pays accueillera des centaines de milliers de soldats américains mobilisés au sein des bases militaires américaines installées dans ses frontières ; ces derniers importeront avec eux leur culture musicale qui s'infusera dans la culture ouest allemande. Dans cette dynamique, la hip-house ne fera pas exception ; certains d'entre eux vont donc participer à la création des morceaux de hip-house les plus populaires de cette décennie. Notamment, le single The Power — premier succès du groupe de hip-house allemand Snap! qui atteindra le sommet des ventes dans près de 6 pays européens en 1990 — rappé par le rappeur Turbo B, ancien militaire démineur envoyé en Allemagne dans la base militaire de Friedberg ou B.G., the Prince of Rap, ex-soldat américain envoyé en Allemagne en 1985, qui rappera sur des sonorités house dans son second single This Beat is Hot et qui atteindra la 21e place des ventes de disque en 1991 dans son pays d'accueil.
À cette période, l'intensité des morceaux associés à la hip-house va augmenter. Technotronic avec Pump Up the Jam apporte une intensité proche de la techno de détroit au genre. Le disque est un immense succès et pousse les autres artistes à suivre à suivre le rythme, on peut le voir avec Rhythm Is a Dancer de Snap! ou The Colour of My Dreams de B.G., the Prince of Rap. En témoignage de ce succès soudain de la hip‑house, la chanteuse américaine, bénéficiant d'une popularité mondiale indubitable, Madonna touchera également un peu au genre avec son single Vogue (1990), une chanson house contenant une brève partie rappée. Bien que n'étant pas de la hip house à proprement parler, Vogue contribuera néanmoins à accroître la visibilité du genre.
La majorité des morceaux hip-house sont interprétés en langue anglaise mais, de façon marginale, certains artistes ont réussi à recueillir un succès en interprétant dans leur langue natale. Cela a été le cas du groupe C+C Music Factory qui proposera une interprétation rap en langue espagnole sur une production de house, ou du groupe Proyecto Uno, un trio américain d'origine dominicaine, de prime abord spécialisé en sonorités mélangeant le merengue et le hip hop mais qui va se tourner brièvement vers la hip-house au cours des années 1990. En France, David Guetta, disc jockey principalement de musique house alors, et Sidney, l'animateur de l'émission télévisuelle H.I.P. H.O.P., vont sortir un morceau mêlant hip hop et house en 1991, Nation Rap, qui sera interprété dans l'émission La Classe de France 3,

### Déclin
Au cours des années 1990, le courant hip-house connait un déclin commercial, cette tendance est explicable  pour plusieurs raisons. D'une part, le monde du rap se transforme à la fin des années 1980 avec notamment l'émergence et la popularisation des genres Gangsta rap et du Rap contestataire, porté par des groupes comme N.W.A et Public Enemy, qui supplantent les autres sous-genres appartenant à la catégorie du rap, comprenant le hip-house. D'autre part, les discothèques diffusant traditionnellement de la hip-house se tournent vers d'autres genres en pleine expansion ; l'eurodance et la trance en Europe ou le hardcore et la jungle au Royaume-Uni. Malgré cela, la hip-house continuera de connaître des sursauts de popularités ponctuels. À titre d'exemple, le genre reconnaît un certain succès en Allemagne en 1998. Un remix du titre It's Like That de Run–DMC par Jason Nevins se vendra à plus de 1,3 million d'exemplaires en Allemagne et repopularise temporairement le genre dans le pays. L'approche des années 2000 est marquée par la popularité grandissante de la trance, qui remplace peu à peu la house dans la scène électronique mondiale, provoquant alors le déclin certain de la hip-house.
La rappeuse américaine Azealia Banks remet au goût du jour la hip-house en 2012 avec la parution de son premier EP intitulé 1991. En 2015, Nicki Minaj échantillonne une chanson dance sortie en 2010, What they Say de Maya Jane Coles, dans sa chanson Truffle Butter. Ce titre, qui atteint la première place du Hot RnB/Hip-Hop Airplay en mars de cette année aux États-Unis, démontre du rapprochement de plus en plus marqué entre hip-hop et la house.

## Caractéristiques
Le terme « hip-house » est utilisé pour la première fois par Fast Eddie, un rappeur et producteur de Chicago. Elle est aussi connue sous le nom de rap house. Il s'agit d'un sous-genre musical hybride qui est un mélange de house music et de hip-hop,,. Le tempo est plus rapide que le hip-hop et la house dont elle dérive. Tandis que d'autres sous-genres du hip-hop visent les ghettos, la hip-house est destinée aux pistes de danse. Les titres du genre présentent des caractéristiques musicales propres à la house et mettent plus en avant le rap que le chant. Certaines chansons du genre combinent même parties chantées et rappées, comme c'est le cas pour My Music (1993) du rappeur Biscuit. Fast Eddie emploie quant à lui la TB-303 et des échantillons de chansons de James Brown dans ses titres.

## Accueil
La hip-house est de façon générale mal perçue par les puristes du hip-hop, en particulier les rappeurs hardcore. Lors de son pic de popularité au début des années 1990, les artistes de hip Turbo B house sont vus comme des « opportunistes » qui exploitent la culture du hip-hop. KRS-One dénonce le genre comme une « dilution de la pureté du rap avec la house ».